# Dakshin Gangotri

Dakshin Gangotri was het eerste wetenschappelijk basisstation van India op Antarctica, dat werd opgericht in het kader van het Indiase Antarctische Programma (Indian Antarctic Program). De naam verwijst naar de Gangotrigletsjer, die de bron is van de Ganges. Dakshin is een Sanskriet/Hindi woord dat "zuidelijk" betekent.
Dakshin Gangotri werd opgericht tijdens de derde Indiase Antarctische expeditie in 1983-1984. Het was de eerste keer dat een Indiaas team tijdens de winter op Antarctica bleef om wetenschappelijk onderzoek te doen. Twaalf leden van de derde Indiase Antarctische expeditie brachten als eerste de winter door in Dakshin Gangotri. Zij verbleven daar ruim een jaar (van 1 maart 1984 tot 25 maart 1985). In 1989 werd een ander permanent wetenschappelijk basisstation gevestigd, genaamd Maitri (Hindi voor "vriendschap"). Dakshin Gangotri werd in 1990-1991 verlaten en werd omgezet in een bevoorradingsstation.